# Thoraxdrainage
Die Thoraxdrainage oder Pleuradrainage dient der Förderung von Blut, Sekreten oder Luft aus dem Pleuraspalt (dem Raum zwischen der Lungenoberfläche und dem Rippenfell), um dessen physiologischen subatmosphärischen Druck aufrechtzuerhalten bzw. wiederherzustellen. Dabei wird der Brustkorb und das Rippenfell (Pleura parietalis) durch einen Zwischenrippenraum (Intercostalraum) eröffnet und ein Schlauch eingeführt. Es wird dann mittels Schwerkraft oder durch einen kontrollierten Sog ein Unterdruck erzeugt, um Luft oder Flüssigkeit aus dem Pleuraspalt zu drainieren.

## Anwendung

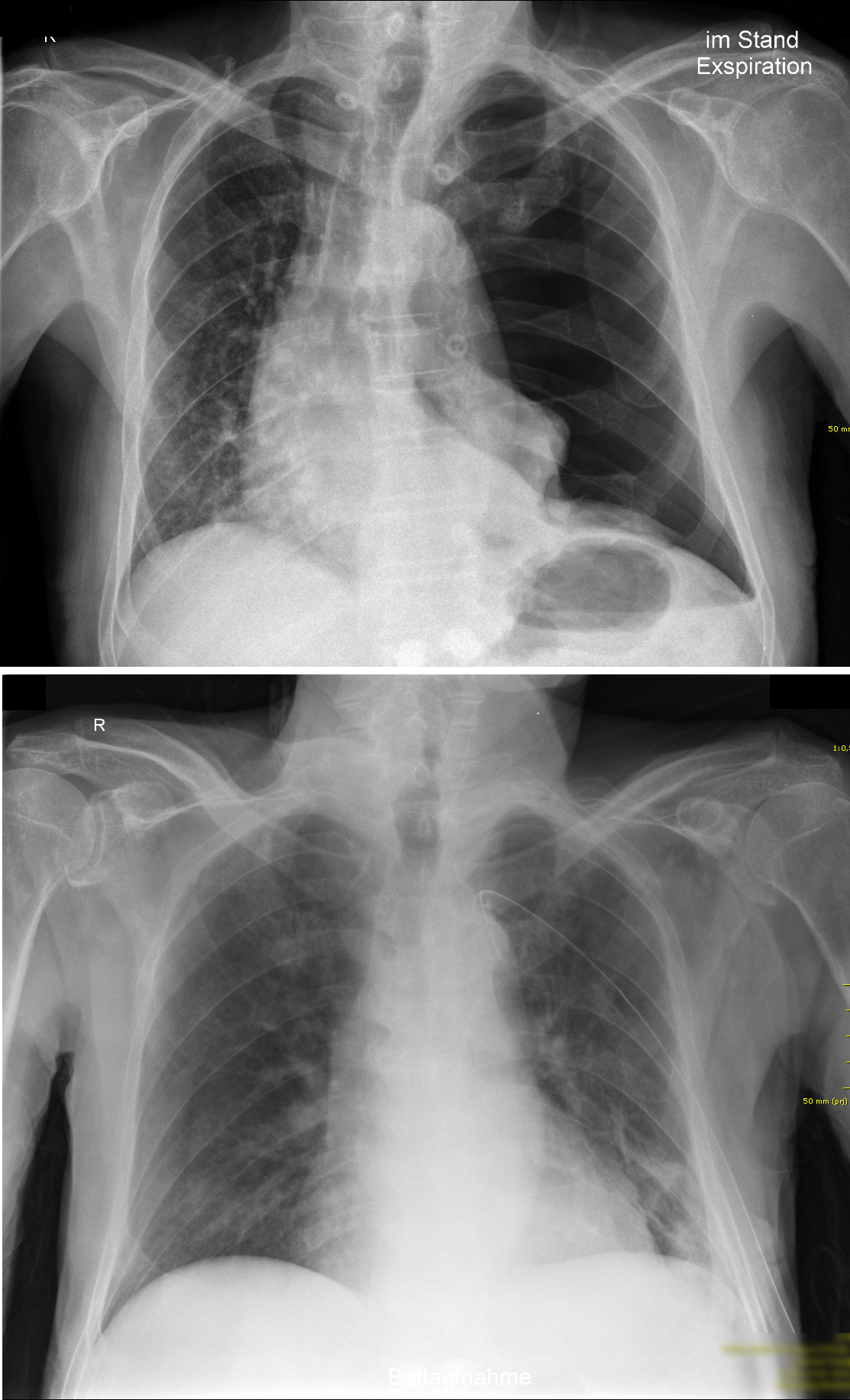
p. a.-Röntgenbild eines linksseitigen Spannungspneumothorax vor (oben) und nach (unten) Anlage einer Thoraxdrainage. Gut zu sehen ist die Verlagerung des Mediastinums hin zur gesunden Seite.

Eine Thoraxdrainage muss angelegt werden, um den im Normalfall bestehenden subatmosphärischen Druck im Pleuraspalt wiederherzustellen und aufrechtzuerhalten. Dieser subatmosphärische Druck ist für die Mechanik der Lungen unerlässlich. Es drohen sonst ein Kollaps der Lungen. Bei weniger ausgeprägten Befunden drohen Atelektasen. Steigt der Pleuradruck wie bei Spannungspneumothorax oder starken inneren Blutung der Brusthöhle an, droht auch ein Versagen von Lunge und Herz durch Verdrängung der Organe und Blutgefäße im Brustkorb.
Die häufigste Anwendung der Drainagen erfolgt im Zusammenhang mit Operationen, bei denen der Brustkorb geöffnet werden muss. Hier werden meist eine oder mehrere Drainagen eingebracht.
Pneumothorax und/oder Hämatothorax entstehen oft auch im Zusammenhang mit Unfällen, bei denen der Brustkorb größerer Gewalt ausgesetzt war.
Im Zusammenhang mit zahlreichen Krankheiten oder Verletzungen der Brusthöhle und des Herz-Kreislauf-Systems können Serothorax, Chylothorax, Pleuraempyem, Pneumothorax, Hämatothorax oder Hämatopneumothorax langsam oder rasch entstehen.

## Vorgehensweise

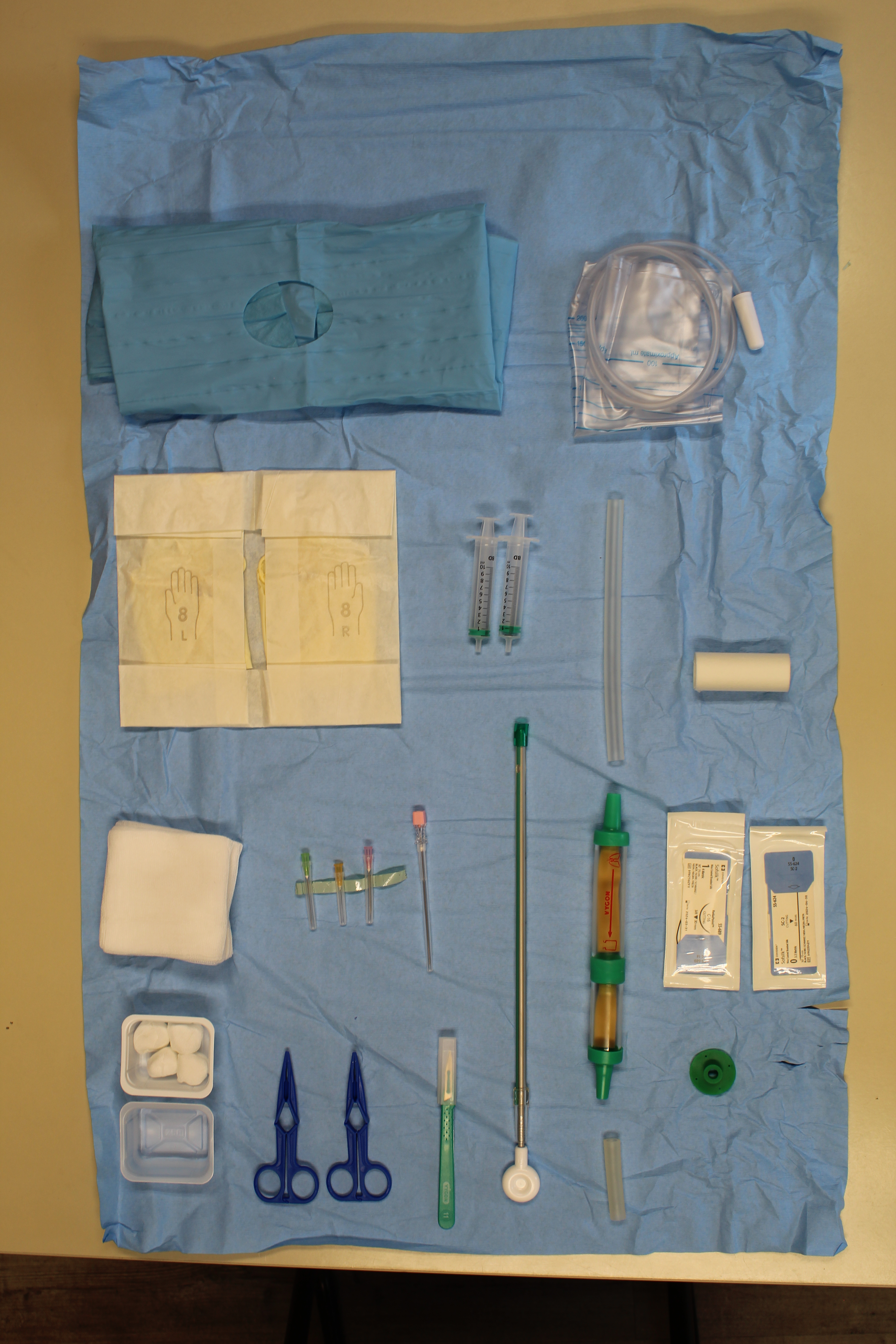
Ein Notfall-Thoraxdrainage-Set wie sie auf einem Notarztmittel in Österreich mitgeführt werden

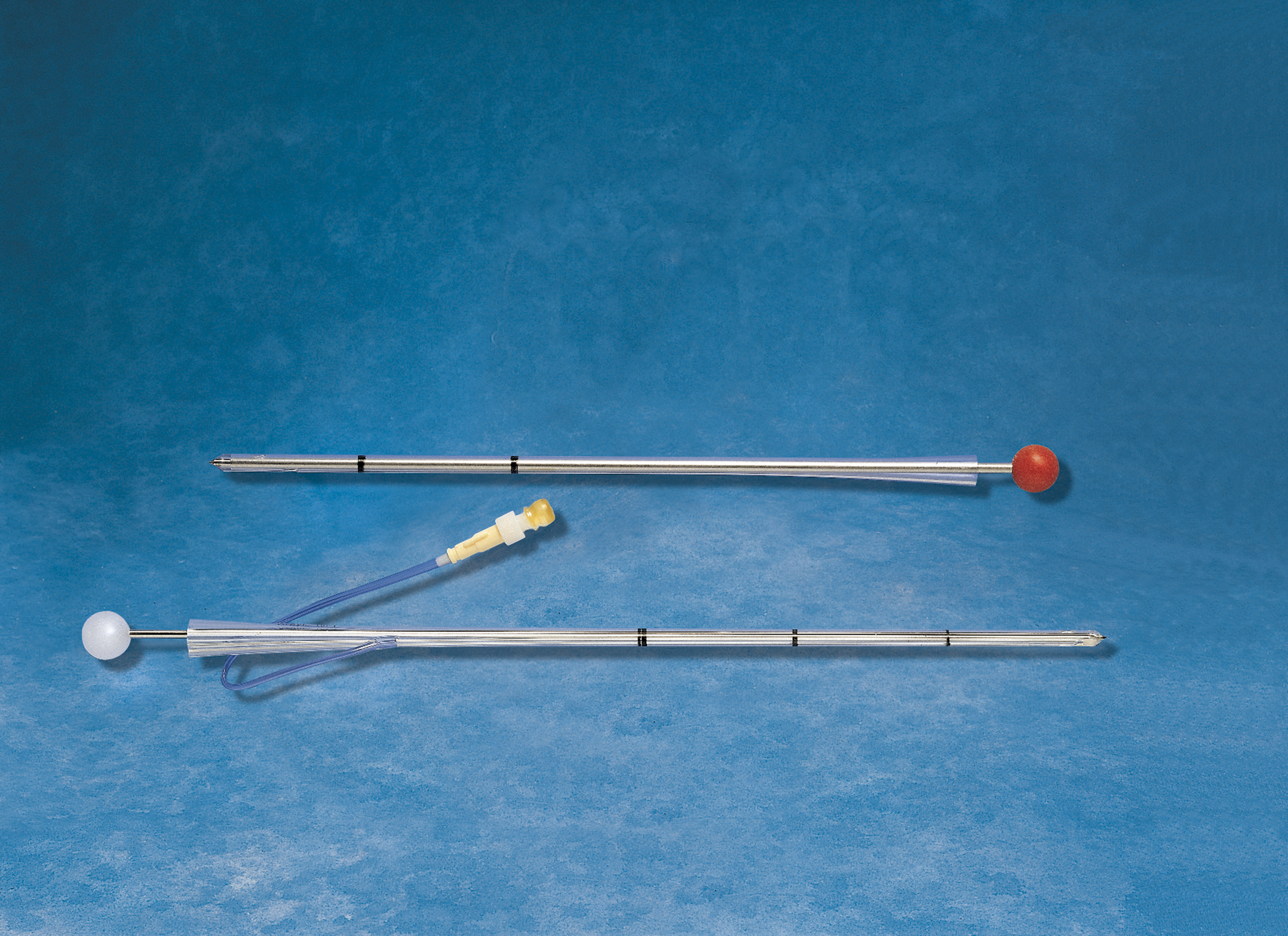
Einlumiger und Doppellumiger Trokarkatheter

Die Thoraxdrainage wird entweder offen, im Rahmen einer Thorakotomie oder Thorakoskopie, oder „geschlossen“ über einen kleinen Hautschnitt eingebracht.
Das Legen einer Thoraxdrainage ist ein chirurgischer Eingriff in den Brustkorb (Thorax), der in der Regel von Chirurgen durchgeführt wird, aber auch als lebensrettende Sofortmaßnahme von allen im Notarztdienst oder in der Intensivmedizin tätigen Ärzten beherrscht werden muss.

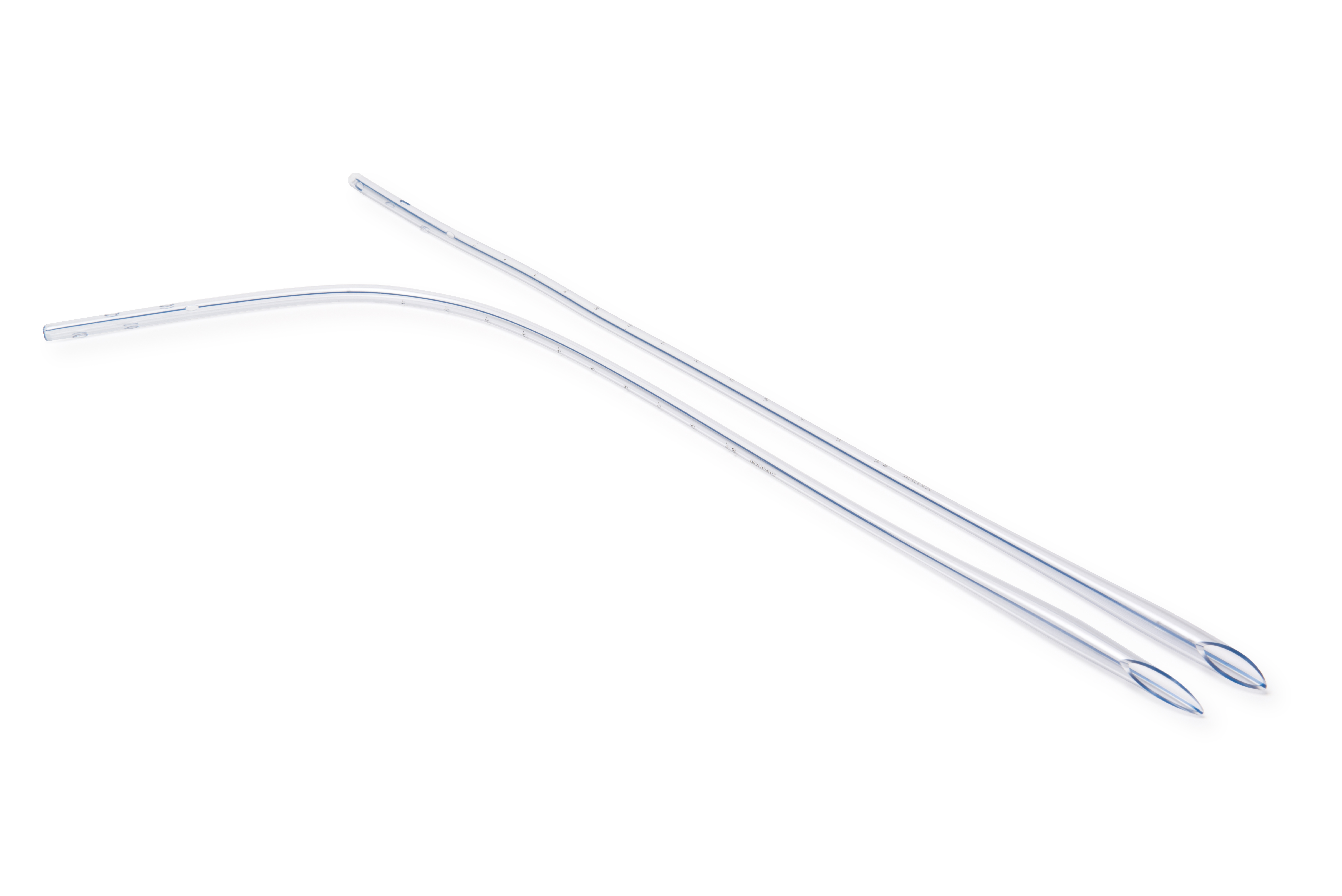
Thoraxkatheter aus PVC

Bei elektiven (also planbaren, nicht zeitkritischen) Eingriffen ist das Anlegen einer Thoraxdrainage im Operationsraum oder in der Funktionsabteilung (etwa Endoskopie) aus hygienischen Gründen den Örtlichkeiten einer Intensiv- oder Normalstation vorzuziehen.

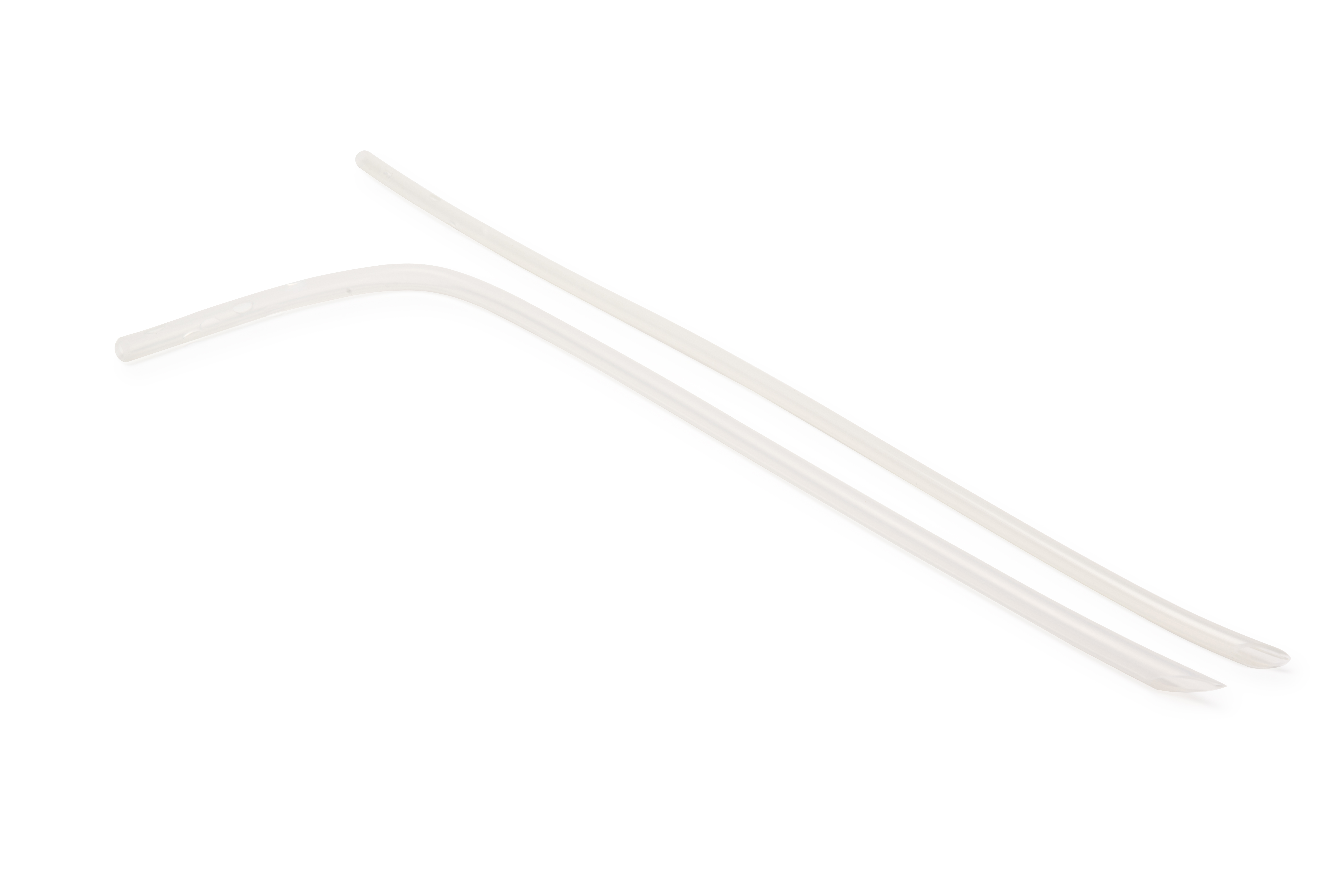
Thoraxkatheter aus Silikon

In der Regel wird die Thoraxdrainage mittels einer Inzision von 2 bis 3 cm (Minithorakotomie) angelegt. Nach der Inzision mit einem Skalpell und der Präparation mit einer Schere wird die zu drainierende Pleura mit dem Finger palpiert und gelöst. Das alternative Anlegen der Drainage durch Punktion mit einem Trokar birgt die Gefahr von Verletzungen des Lungengewebes und nachfolgenden Blutungen in sich.
Thoraxdrainagen bestehen meist aus Silikon oder PVC, mit Röntgenkontraststreifen, welcher durch das distale Auge der Drainage geht, das „Sentinel Eye“. Sie unterscheiden sich neben dem Material auch in der Größe und Form. Es gibt gerade und gebogene Thoraxdrainagen. Bei Thoraxtrokarkathern existieren nur gerade Formen. Die Größen reichen von 8 Charrière (CH) bis hin zu 36 CH. Grundsätzlich unterscheidet man zwei verschiedene Drainageverfahren: Bülau und Heber. Das Heber-Drainageprinzip beruht auf der Schwerkraft. Daher muss sich das Thoraxniveau immer über dem Drainagebehälter befinden. Das Bülau-Drainageprinzip (Gotthard Bülau, 1835–1900) erzeugt einen passiven Dauersog, dessen Ausmaß am Bülau’schen Drainageapparat variiert werden kann.
Im Gegensatz zur Bülau-Drainage ist die Monaldi-Drainage (benannt nach Vincenzo Monaldi, 1899–1969, der 1938 die intrapulmonale Kavernensaugdrainage erfand) meist dünner (kleinlumiger); sie kommt vor allem für die Behandlung eines Pneumothorax (Luft zwischen innerem und äußerem Lungenfell) zum Einsatz. Für die Drainage der Luft ist das kleinere Lumen ausreichend und ermöglicht einen kleineren Hautschnitt mit weniger invasivem Eingriff. Der Einstich erfolgt an der Vorderseite des Brustkorbs unterhalb des Schlüsselbeins (im zweiten Intercostalraum (Zwischenrippenraum, ICR) in der Medioklavikularlinie). Hierbei wird der Zwischenrippenraum entweder durch eine Schnittinzision mit einem Skalpell, einer scharfen Schere oder mit einem Trokar eröffnet bzw. durchstoßen.
Zur Behandlung einfacher Sero- oder Hämatothoraxes können alle Formen von Thoraxkathetern verwendet werden.

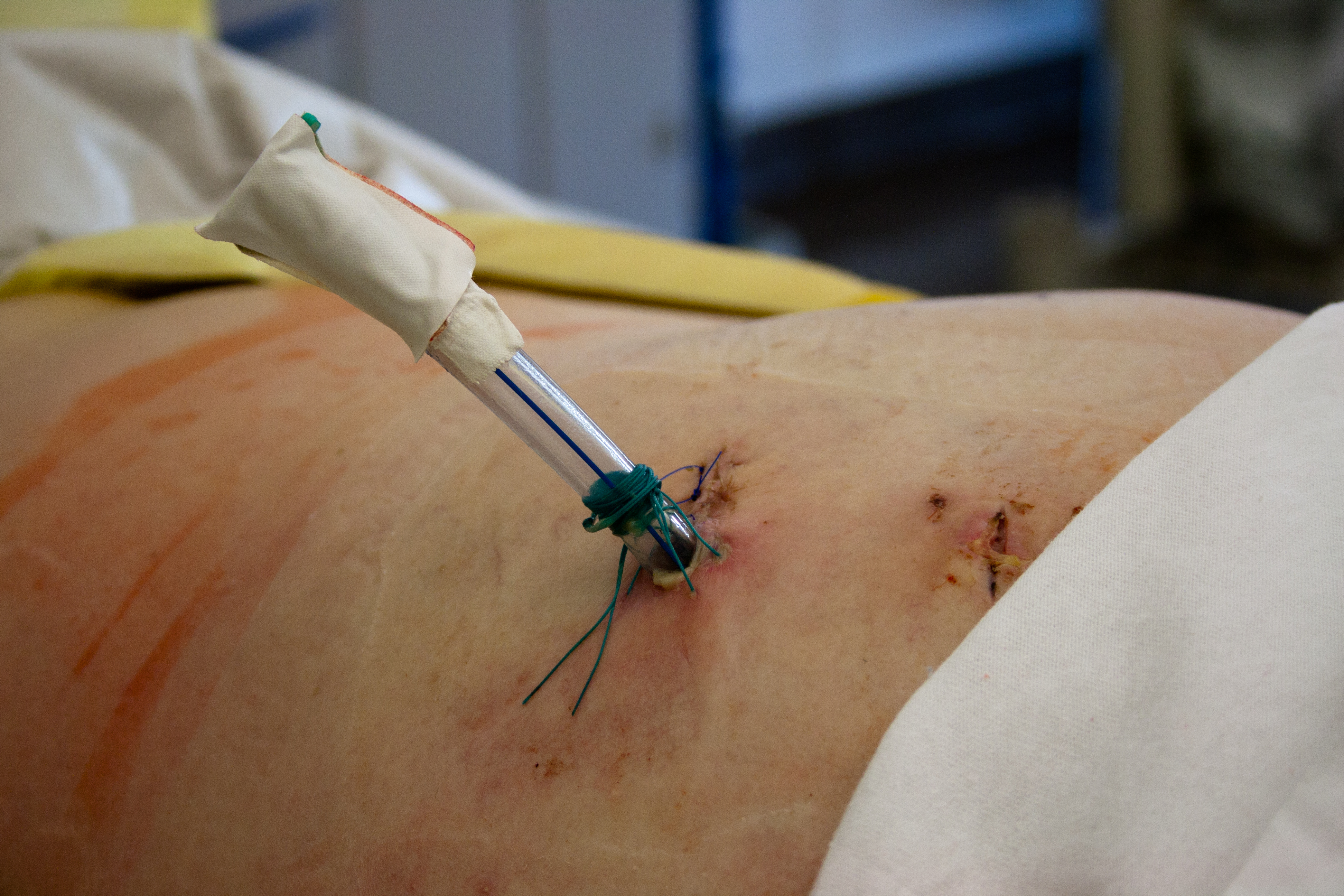
Abgeklemmte Thoraxdrainage

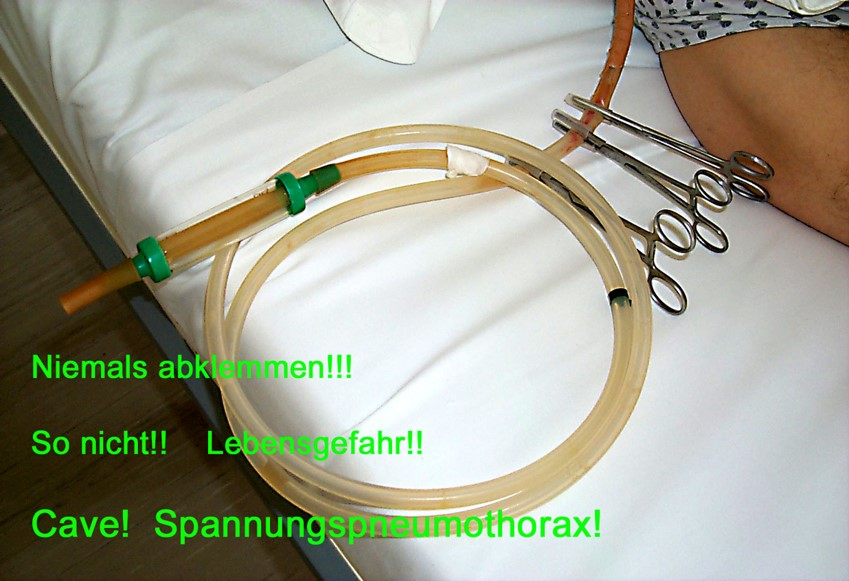

Wenn kein Drainagesystem zu Hand ist und ein gefährlicher Spannungspneumothorax besteht, sollte dieser sofort durch Punktion des Thorax mit mehreren großlumigen Kanülen in einen offenen Pneumothorax umgewandelt werden. Hierdurch wird der gefährliche Überdruck entlastet und die nicht betroffene Lunge wird wieder normal belüftet. Danach, unter geordneten Bedingungen, wird die Thoraxdrainage angelegt.

## Drainagesysteme
Um die Aufrechterhaltung des negativen Pleuradruckes zu gewährleisten und diesen zu regulieren, werden verschiedene technische Vorrichtungen eingesetzt.
Die einfachste und deshalb vor allem in der Notfallmedizin gebräuchliche ist ein Heimlich-Ventil.
Drainagesaugungen für Thoraxdrainagen entwickelten sich vom Einkammersystem (Unterwasserschloss und Sekretkammer in einer Kammer) hin zum Dreikammersystem (mit oder ohne Saugung). Die Funktionsweise der heutzutage häufigsten Einwegsysteme ist an das Dreiflaschensystem angelehnt.

### Einkammersysteme
Das erste und einfachste Thoraxdrainagesystem bestand aus einer Flasche mit Flüssigkeit, in die der Drainageschlauch eintaucht. Das Ziel, sowohl Luft als auch Sekret aus dem Pleuraspalt zu entfernen und zu verhindern, dass die Luft wieder zurück in den Pleuraspalt gelangte, erreichte man durch dieses „Wasserschloss-Prinzip“. Während der Exspiration (Ausatmung) wird Luft aus dem Pleuraspalt durch das Wasserschloss mobilisiert. Das Sekret verbleibt im Wasserschloss. Durch das Wasser hindurch kann jedoch keine Luft zurück in die Pleura gelangen. Das Einflaschensystem war gut zu gebrauchen, solange keine großen Sekretmengen das Ausströmen und Nachlaufen von Luft und Flüssigkeiten verhinderten. Bei Einflaschensystemen, bei denen die Eintauchtiefe des Steigrohres nicht verändert werden kann, steigt mit zunehmender Sekretmenge auch der Widerstand im System und dadurch auch der Atemwegswiderstand. Diese Technologie ist heute veraltet.

### Zweikammersysteme
Diese Form der Thoraxdrainage besteht aus dem oben genannten Wasserschloss und der Sekretsammelkammer, in der das Sekret aufgefangen wird, ohne die Funktion des Wasserschlosses zu beeinträchtigen.
Dieses System darf nie mit einem aktiven Sog betrieben werden, da es keine Kontrolle über den im System herrschenden Unterdruck gibt.
Häufig reicht der alternierende Druck der Atmung in Kombination mit einem Wasserschloss nicht aus, um den Pleuraraum wieder ausreichend zur Entfaltung zu bringen.
In diesem Fall wird ein Unterdruck benötigt, welcher dann den Einsatz eines Drei- oder besser eines Vierkammersystems benötigt.

### Drei- und Vierkammersysteme
Eine dritte Kammer dient der Begrenzung eines unreguliert anliegenden Sogs.
Die Befüllung dieser zusätzlichen Kammer mit Wasser verhindert, dass zu starker Sog sich lungenschädigend auswirkt. Überschreitet der Sog (gemessen in Zentimeter Wassersäule) die Gewichtskraft der zuvor gefüllten Wassersäule, so wird diese in eine Ausgleichskammer niedergesaugt, und Luft kann nachströmen. So wird der maximal erwünschte Sog stets beibehalten. Typisch für solche Thoraxdrainagesysteme ist das stete „Sprudeln“ in der Sogbegrenzungskammer, welches den maximalen Unterdruck im System begrenzt. Dies ist ein entscheidender Sicherheitsfaktor. Die vierte Kammer zeigt Druckänderungen im Pleuraspalt an.

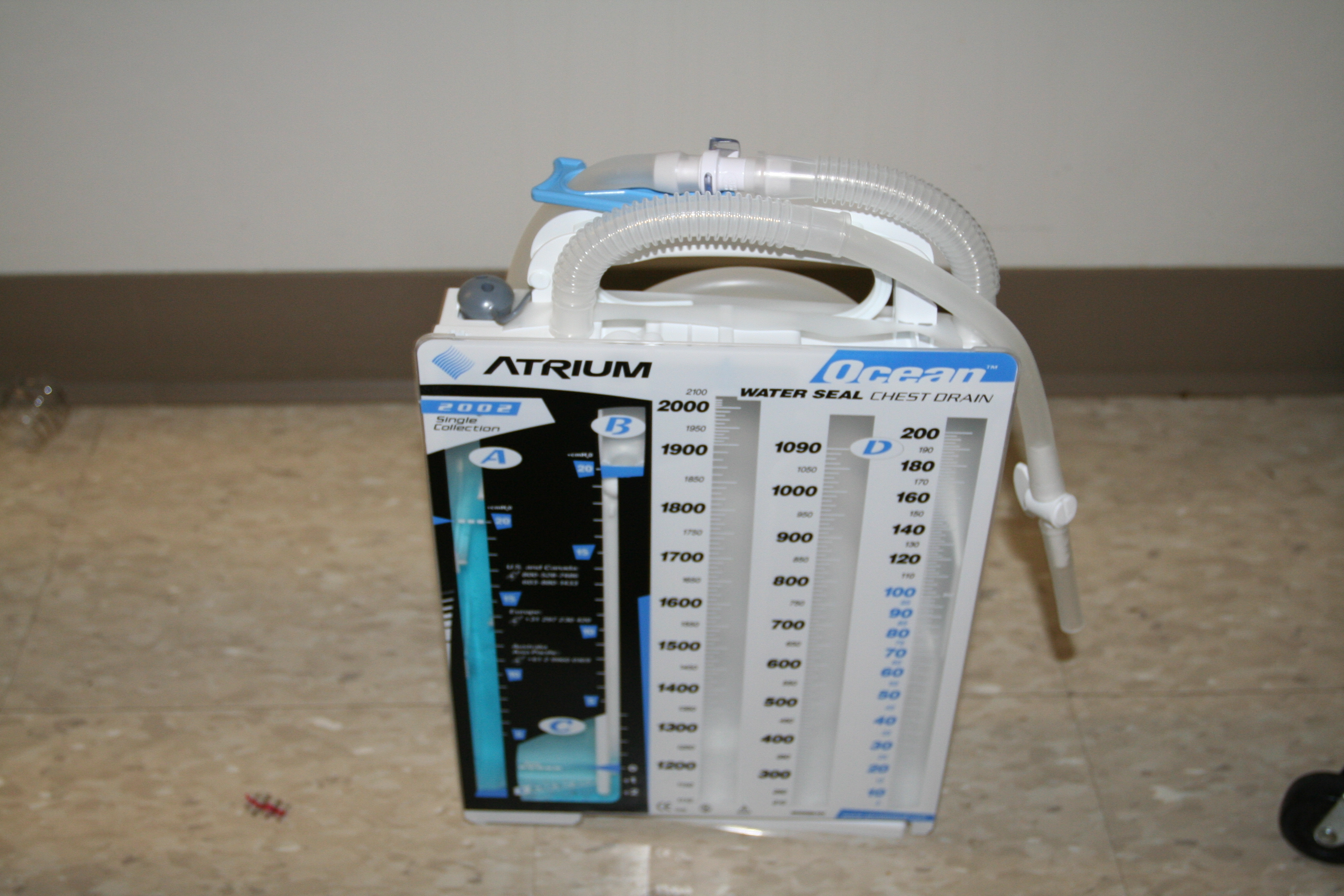
Dreikammersystem
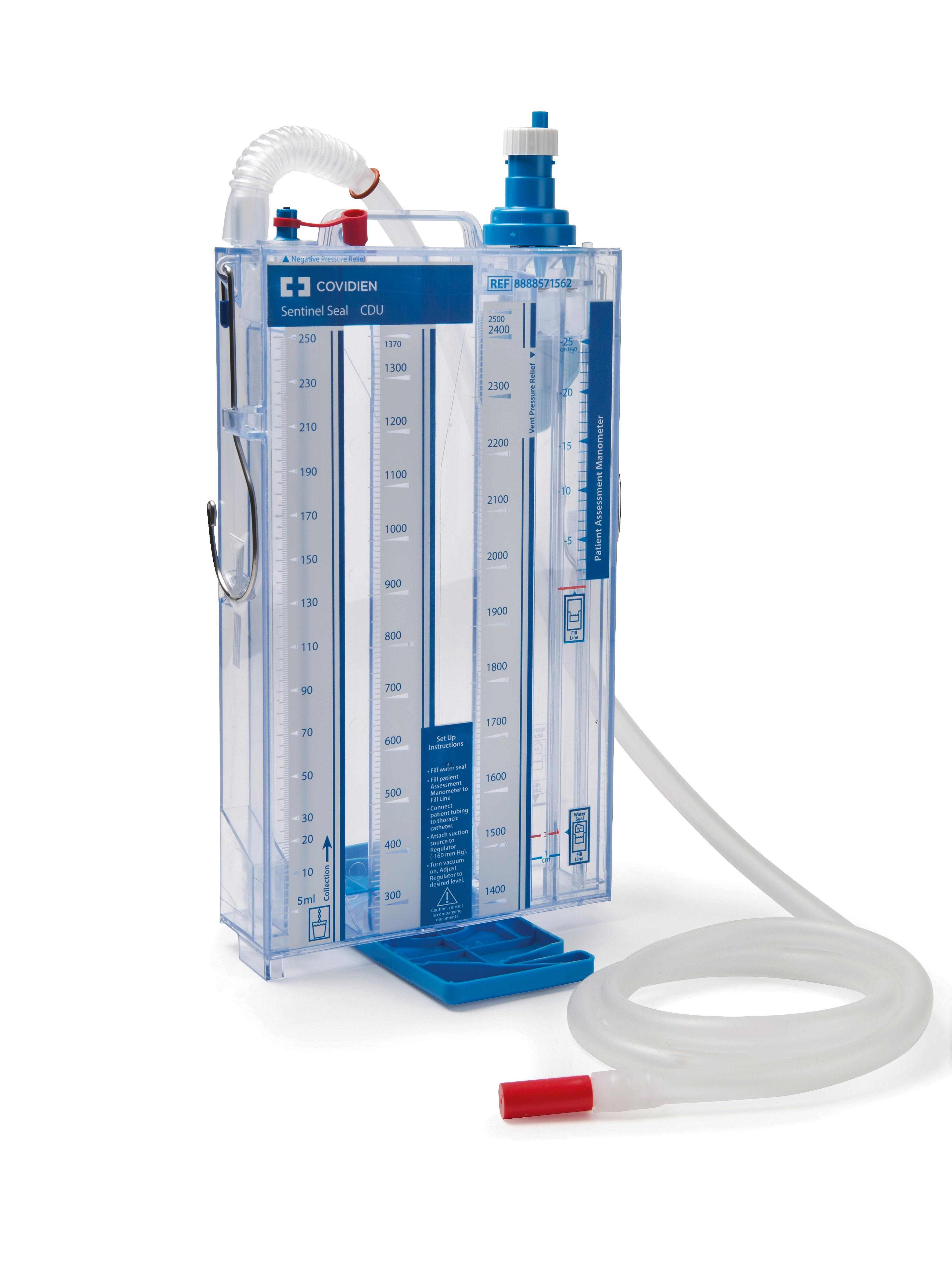
Vierkammersystem

### Elektronische Drainagesysteme

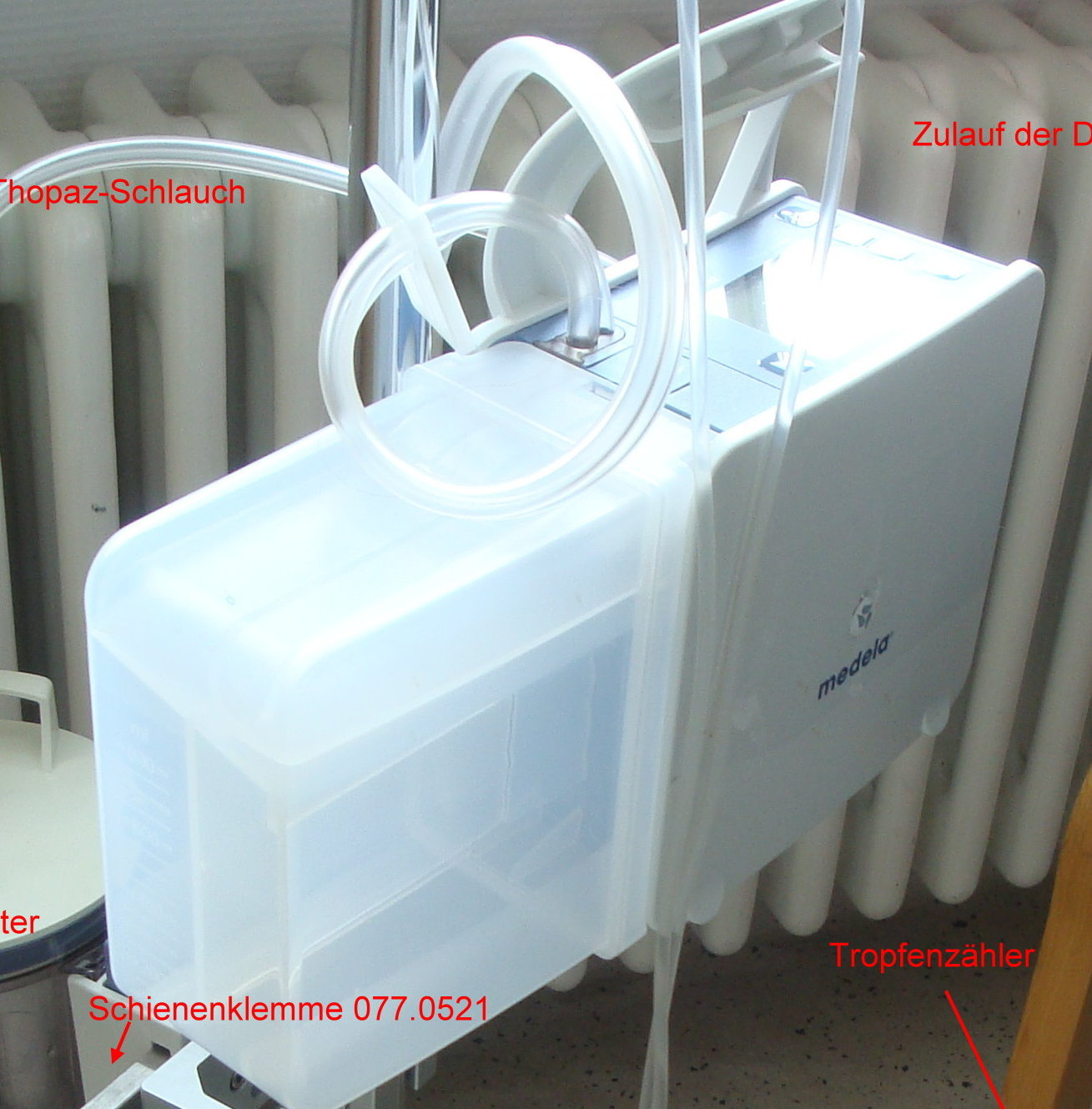
Elektronisches Drainagesystem

Bei dieser Form des Drainagesystems übernimmt ein elektronisch gesteuertes Saugsystem die Aufgabe der Unterdruckerzeugung und Steuerung. Diese Systeme bestehen im Allgemeinen aus einem Kanister, welcher die Sekretflasche ersetzt, und einem elektronisch gesteuerten Motor-Aggregatsystem. Dieses ersetzt Unterdruckquelle, Sogkontrollflasche und Wasserschloss. Der eingestellte Unterdruck wird durch Messung am Patienten überwacht, und das System greift nur ein, wenn sich Ist- und Sollwert unterscheiden. So beträgt die absolute Laufzeit des Aggregates, bei einer Drainagezeit von 2,5 Tagen nach einer unkomplizierten Lobektomie, nur rund 90 Minuten. Die ersten elektronischen Systeme wurden 2006 vorgestellt.
Durch den Einsatz eines digitalen Systems ergeben sich neue Möglichkeiten, z. B. kann der Therapieverlauf des Patienten gemessen, gespeichert und überwacht werden.
Neben der Miniaturisierung des Systems, das die frühzeitige Mobilisierung von Patienten begünstigt, sind die Überwachungselektronik mit Alarmfunktionen sowie die Generierung objektiver Daten hinsichtlich der Luftleckage und die Flüssigkeitsmessung wichtige Vorteile dieser Systeme. Mit Hilfe der elektronischen Drainagesysteme ist eine patientennahe Überwachung des Pleuraspaltes in Echtzeit möglich. Die Messung erfolgt so nahe wie möglich am Pleuraspalt – nämlich an der Verbindung von Drainagekatheter mit dem Schlauchsystem. Eine Neuerung bei diesem Schlauchsystem ist die Tatsache, dass es sich einerseits um einen Doppellumenschlauch handelt und andererseits die Geometrie im Verbindungsteil zum Aggregat derart gestaltet ist, dass hier die Trennung von Luft und Flüssigkeit erfolgt. Der Doppellumenschlauch dient zur Förderung von Luft und Flüssigkeit. Der dünnere der beiden Schläuche wird zur pleuraspaltnahen Druckmessung benutzt. Studien zeigen aber, dass diese pleuraspaltnahe Messung Daten liefert, die der Realität sehr nahekommen bzw. ihr entsprechen.
Durch die Anwendung elektronischer Drainagesysteme kann die Drainagezeit nach bestimmten chirurgischen Eingriffen verkürzt werden. Es gibt aber auch Studien, die in Bezug auf Krankenhausverweildauer oder Liegedauer der Thoraxdrainage keine signifikanten Verbesserungen nachweisen.
Die Messung der Luftleckage (= alveolo-pleurale Fistel oder bronchopleurale Fistel) erfolgt nach dem „Schaufelradprinzip“: Via die Drehzahl des in das System integrierten Schaufelrades, die der geförderten Luftmenge entspricht, wird mit Hilfe eines mathematischen Algorithmus sehr präzise die tatsächlich geförderte Luftmenge berechnet und in ml/min auf dem Display angezeigt. Nach einer Laufzeit von einer Stunde kann auch im Display eine Grafik anzeigt werden, die den Verlauf der Leckage über die Zeit anzeigt.
Elektronische Drainagesysteme haben eine Überwachungs- und Alarmfunktionen.

## Weitere Arten von Drainagen im Thoraxraum

### Mediastinaldrainagen
Diese Lokalisation einer Drainage kommt vor allem in der Herzchirurgie zum Einsatz. Die Drainage wird hinter das Brustbein (= Sternum). und ggf. entlang des operierten Herzens gelegt. Das Hauptaugenmerk bei dieser Indikation ist die Blutungskontrolle. Ob diese Drainage mit einem aktiven Sog versehen wird, hängt von unterschiedlichen Faktoren wie Präferenzen und Erfahrungen des behandelnden Arztes, individuelle Situation des Patienten etc. ab. Meist aus sehr weichem Silikon mit Röntgenkontraststreifen mit ca. 28 CH Durchmesser. Anwendung nach Operationen am Herzen (in Kombination mit Pleuradrainagen) und im Mediastinum. Lage: Innerhalb des Mediastinums.

### Perikarddrainagen
Die Drainage des Herzbeutels kann durch Punktion (transcutan) oder offen chirurgisch erfolgen. Im ersten Fall werden kleinlumige Drainagen verwendet, die sich für einen dickflüssigen Erguss (bspw. Hämoperikard) nicht eignen. Bei Perikarddrainagen wird in aller Regel der Abfluss durch die Schwerkraft gewährleistet.
Wird eine Perikarddrainage operativ eingelegt (i. d. R. von subxiphoidal), besteht die Möglichkeit, eine großlumigere Drainage zu verwenden, bei der die Gefahr der Verstopfung geringer ist.

## Geschichte
Bereits aus prähistorischer Zeit gibt es Hinweise auf Thoraxeingriffe wie Resektionen von Rippen oder Pleurapunktionen bei Pleuraempyemen. In der Antike wurden diese Verfahren weiter angewandt und verbessert. So wird im Corpus Hippocraticum die Punktion von Körpersekreten aus dem Pleuraraum mit Hohlrohren aus Zinn beschrieben.
Im Mittelalter fanden keine wesentlichen Fortschritte in der Thoraxchirurgie statt. Erst Fabrizio D'Aquapendente (1537–1613) beschreibt eine dauerhafte Drainage eines Pleuraempyems mit einer Fadendrainage und eine spezielle Pleurapunktionsnadel mit Fixierungsflügeln. Der französische Chirurg Jean Louis Petit riet 1795, bei penetrierenden Thoraxverletzungen einen Hämatothorax operativ auszuräumen, und empfahl im Gegensatz zur damals vorherrschenden abwartenden Haltung eine frühzeitige Punktion. Solche Empfehlungen stießen teilweise auf erbitterten Widerstand. So hielt Guillaume Dupuytren Punktionen oder Drainagen im Bereich des Thorax für zu gefährlich und lehnte sie wegen möglicher Spätfolgen und Vernarbungen strikt ab. Nach der akademischen Anerkennung der Chirurgie als wissenschaftliche Disziplin zu Beginn des 19. Jahrhunderts leistete August Gottlieb Richter Pionierarbeit auf dem Gebiet der Thoraxchirurgie. Neben operativer Ausräumung von Empyemen und Hämatothoraces und Entlastung von Pneumothoraces führte er auch Operationen am Mediastinum durch. Zur postoperativen Drainage verwendete er metallische Trokare, unter anderem auch zur Drainage des Herzbeutels. Obwohl sich allmählich die Erkenntnis durchsetzte, dass intrathorakale Flüssigkeits- oder Luftansammlungen einer dauerhaften Drainage und nicht nur einer einmaligen Punktion bedürfen, gelang es erst Gotthard Bülau, Internist und Oberarzt am Hamburgischen St.-Georg-Krankenhaus, den physiologischen subatmosphärischen Druck im Pleuraraum nach der Operation wiederherzustellen und aufrechtzuerhalten. Zur Aufrechterhaltung eines Dauersogs wandte Bülau das auf einem sogenannten Heber beruhende Prinzip der Heberdrainage an (Heute werden für die Bülau-Drainage meist zentrale Sauganlagen genutzt). Bülau verwendete zudem ein sogenanntes (Unter-)Wasserschloss. 1951 beschrieb der italienische Chirurg Vincenzo Monaldi eine Absaugungstechnik, bei der ein Schlauch unterhalb der Mitte des Schlüsselbeins (medioklavikulär) untergebracht wird (Monaldi-Drainage).